# Vladímir Galuzin
Vladímir Vassílievitx Galuzin, rus: Влади́мир Васи́льевич Галу́зин (11 de juny de 1956, Rubtsovsk, krai de l'Altai, URSS), és un cantant d'òpera soviètic i rus (tenor). Artista del Poble de Rússia (2007). Ha actuat en òperes russes com La dama de piques, Boris Godunov i Khovanshchina i ha interpretat els papers principals en òperes italianes com Madama Butterfly, Otello, Tosca, Aida, i Manon Lescaut.

## Carrera
Galouzine va néixer a Rubtsovsk, Unió Soviètica, una ciutat prop de Novosibirsk. El 1981, després de graduar-se al Conservatori de Novosibirsk, es va unir a l'Òpera de Novosibirsk.
De 1990 a 2012 va treballar regularment amb l'Teatre Mariinski amb Valery Gergiev. El seu primer paper principal amb la companyia va ser el paper principal a Otello de Verdi el 1991. El 1993, va debutar com a Hermann a La dama de piques, un paper que ha repetit diverses vegades tant en rus com en francès, i del qual és considerat el màxim exponent mundial. També ha interpretat els papers principals a Don Carlo de Verdi i Sadko de Rimsky-Korsakov, Radames a Aïda de Verdi, Calaf a Turandot de Puccini, Des Grieux a Manon Lescaut de Puccini, Cavaradossi a Tosca de Puccini, Alexey a Igrok de Prokofiev i Pagliacci, etc.
Ha actuat a la majoria dels teatres, sales de concerts i festivals més importants del món, com ara l'Metropolitan Opera, l'San Francisco Opera, la Houston Grand Opera, l'Los Angeles Opera i l'Òpera lírica de Chicago als Estats Units; la Covent Garden de Londres, al Regne Unit; el Teatro alla Scala de Milà; La Fenice de Venècia, el "Teatro Lirico Giuseppe Verdi" de Trieste, el "Teatro Comunale di Bologna" així com el "Teatro Comunale" de Florència; l'Òpera estatal de Viena a Àustria; l'Opéra National (Bastille) i el Théâtre de Chatelet, tots dos a París, així com el "Théâtre de Capitole" de Tolosa i l'Òpera de Marsella a França; el Teatro Real de Madrid i el Gran Teatre del Liceu de Barcelona a Espanya; tant el Teatre Mariinsky a Sant Petersburg com el Teatre Bolxoi a Moscou, Rússia; l'De Nederlandse Opera d'Amsterdam als Països Baixos; la Deutsche Oper Berlin, l'Òpera de Colònia i la Festspielhaus Baden-Baden a Alemanya; el Nou Teatre Nacional a Tòquio, Japó; l'Òpera israeliana; i el Teatro Colón de Buenos Aires, Argentina. A més, ha actuat al Festival de Salzburg, Bregenz i Festival d'Edimburg i al Washington's Kennedy Center; el Royal Albert Hall de Londres; les Chorégies d'Orange i l'Arena di Verona.
Va debutar al Gran Teatre del Liceu la temporada 2004-05 amb Turandot.
Ha treballat amb directors tan reconeguts com Valery Gergiev, Claudio Abbado, Riccardo Muti, Zubin Mehta, Seiji Ozawa, Michel Plasson, Gennady Rozhdestvensky, Mstislav Rostropovich i Michail Jurowski entre molts altres.
El 2007, Galouzine va ser nomenat Artista del Poble de Rússia. El 2008, va rebre un doctorat honoris causa per la Universitat Nacional de Música de Bucarest.

## Vida personal
Vladimir es va casar amb la soprano Nataliya Tymchenko el 9 de juny de 2009.